# Enzo Santarelli
Pour les articles homonymes, voir Santarelli.
Enzo Santarelli (né le 12 janvier 1922 à Ancône et mort le 3 octobre 2004  à Rome) est un historien et homme politique italien.

## Biographie
Enzo Santarelli participe à la Résistance contre l'occupation allemande de l'Italie, en combattant dans le 1er Groupe motorisé de l'Armée régulière italienne (il participe notamment à la bataille de Mignano Monte Lungo en décembre 1943). Il est membre du Parti libéral italien, ensuite du Parti républicain italien et enfin il adhère au Parti communiste italien.
De 1958 à 1963 il est membre de la Chambre des députés, lors de la IIIe législature de la République italienne.
Docteur en Sciences Politiques de l'Université de Florence, il a été professeur d'histoire contemporaine à l'Université d'Urbino et historien renommé de l'Italie contemporaine.

## Publications
- Il problema della libertà politica in Italia. Meditazioni, Pesaro, Federici, 1946
- La rivoluzione femminile, Parma, Guanda, 1950
- Aspetti del movimento operaio nelle Marche, Milano, Feltrinelli, 1956
- Il socialismo anarchico in Italia, Milano, Feltrinelli, 1959
- Radicalismo e integralismo nell'esperienza politica di Romolo Murri, Ancona, Marche nuove, 1959
- Le Marche dall'Unità al fascismo, Roma, Editori Riuniti, 1964
- La revisione del marxismo in Italia, Milano, Feltrinelli, 1964
- L'Italia delle Regioni, Roma, LDC, 1966
- Storia del movimento e del regime fascista, 2 voll., Roma, Editori Riuniti, 1967; 2a edizione: Storia del fascismo, 3 voll., Roma, Editori Riuniti, 1971
- Dossier sulle regioni, Bari, De Donato, 1970
- Il regionalismo di Giovanni Crocioni, (con Luigi Ambrosoli, Giuseppe Anceschi e Carlo Dionisotti), Firenze, Olschki, 1972  (ISBN 88-222-1136-7)
- Il fascismo. Testimonianze e giudizi storici, Messina-Firenze, G. D'Anna, 1973
- Il nazifascismo in Europa e la Resistenza, Messina-Firenze, G. D'Anna, 1973
- Fascismo e neofascismo. Studi e problemi di ricerca, Roma, Editori Riuniti, 1974
- Dalla monarchia alla repubblica, Roma, Editori Riuniti, 1974
- Il mondo contemporaneo. Cronologia storica 1870-1974, 2 voll., Roma, Editori Riuniti, 1975
- Movimento operaio e rivoluzione socialista, Urbino, Argalia, 1976
- Dall'Internazionale alla Resistenza. Fotostoria e iconografia, Urbino, AGE, 1977
- Omar Al-Mukhtar e la riconquista fascista della Libia, Milano, Marzorati, 1981
- Storia sociale del mondo contemporaneo. Dalla Comune di Parigi ai nostri giorni, Milano, Feltrinelli, 1982
- Per una alternativa di politica estera, Urbino, Argalìa, 1984
- Pietro Nenni, Torino, UTET, 1988
- Gramsci ritrovato. 1937-1947, Catanzaro, Abramo, 1991
- Imperialismo, socialismo e terzo mondo. Saggi di storia del presente, Urbino, QuattroVenti, 1992
- Vento di destra. Dalla Liberazione a Berlusconi, Roma, Datanews, 1994  (ISBN 978-88-7981-068-5)
- Storia critica della Repubblica. L'Italia dal 1945 al 1994, Milano, Feltrinelli, 1996
- Mezzogiorno 1943-1944. Uno sbandato nel Regno del Sud, Milano, Feltrinelli, 1999
- Profilo del berlusconismo, Roma, Datanews, 2002
- Che Guevara. Il pensiero ribelle, (con Guillermo Almeyra), Firenze, Giunti, 2006  (ISBN 978-88-440-3136-7)